# Torymus nemorum
Torymus nemorum är en stekelart som beskrevs av Boucek 1994. Torymus nemorum ingår i släktet Torymus och familjen gallglanssteklar. Inga underarter finns listade i Catalogue of Life.